# Busco novia
Busco novia es una película de comedia peruana de 2022 dirigida por Daniel Vega y escrita por Renato Cisneros. Basado en el exitoso blog homónimo de El Comercio escrito por Renato Cisneros. Está protagonizada por César Ritter, Magdyel Ugaz, Vadhir Derbez, Fiorella Pennano, Gustavo Bueno y Grapa Paola.

## Sinopsis
Cuenta la historia de Renzo Collazos, un periodista treintañero que busca novia y que, por obligación, debe empezar a escribir un blog sobre su fallida vida amorosa.

## Reparto
Los actores que participaron en esta película son:
- César Ritter como Renzo Collazos
- Magdyel Ugaz como Lucía
- Fiorella Pennano como Mariana
- Vadhir Derbez como Robot
- Gustavo Bueno como Ventoso
- Grapa Paola como Dora

## Producción
La película comenzó a rodarse a mediados de febrero de 2019 con una duración de 5 semanas.

## Lanzamiento
La película iba a estrenarse el 7 de mayo de 2020 en los cines peruanos, pero el estreno fue cancelado debido al cierre de salas por la pandemia de COVID-19. Finalmente, la película se estrenó internacionalmente el 18 de noviembre de 2022 en Amazon Prime Video.